# Kolonie en Protectoraat Kenia
De Kolonie en Protectoraat Kenia (Engels: Colony and Protectorate of Kenya) was een deel van het Britse Rijk dat nu onafhankelijk is als het land Kenia. Het werd opgericht in 1920 toen het protectoraat Brits-Oost-Afrika samengevoegd werd met het Witu-Protectoraat. Officieel bestond de Kolonie en Protectoraat Kenia dan ook uit twee delen. De Kolonie Kenia refereerde aan het binnenland (het voormalige Brits-Oost-Afrika), terwijl een smalle kuststrook bekendstond als het Protectoraat Kenia (het voormalige Witu-Protectoraat). In de praktijk werden beide gebieden echter als één gebied bestuurd. In 1963 werd het gebied onafhankelijk. Aanvankelijk was Kenia een monarchie met de Britse koningin als staatshoofd. In 1964 werd de Republiek Kenia uitgeroepen.